# Shishido Takaie
Shishido Takaie (宍戸 隆家?; 1518 – 5 febbraio 1592) è stato un samurai giapponese del periodo Sengoku, servitore del clan Mōri.

## Biografia
Takaie proveniva da un potente clan della provincia di Aki che all'inizio del periodo Sengoku si scontrò con il clan Mōri per l'egemonia sulla provincia. Alla fine Mōri Motonari diede in sposa una sua figlia a Takaie attorno al 1540 e questo mise fine alle ostilità facendo del clan Shishido nel futuro uno dei più validi servitori dei Mōri. Takaie svolse un ruolo importante durante l'assedio di Kōriyama, rendendo vano il tentativo di Amago Haruhisa di conquistare il castello. 